# Dieter Kühn
Dieter Kühn (ur. 4 lipca 1956 w Lipsku) – piłkarz niemiecki grający na pozycji napastnika. W swojej karierze rozegrał 13 meczów i strzelił 5 goli w reprezentacji Niemieckiej Republiki Demokratycznej.

## Kariera klubowa
Swoją karierę piłkarską Kühn rozpoczął w klubie Lokomotive Lipsk. W 1974 roku został zawodnikiem pierwszego zespołu i w sezonie 1974/1975 zadebiutował w jego barwach w DDR-Oberlidze. Wraz z zespołem z Lipska czterokrotnie zdobył Puchar Niemieckiej Republiki Demokratycznej w sezonach 1975/1976, 1980/1981, 1985/1986 i 1986/1987. W sezonie 1979/1980 z liczbą 21 strzelonych goli został królem strzelców DDR-Oberligi. W zespole Lomotive występował do końca 1988 roku.
W 1989 roku Kühn przeszedł do grającego w DDR-Fußball-Liga, Chemie Böhlen. W sezonie 1989/1990 awansował z nim do DDR-Oberligi, a międzyczasie klub zmienił nazwę na FC Sachsen Lipsk. W 1991 roku zakończył w nim swoją karierę.
| Sezon     | Klub             | Kraj | Rozgrywki        | Mecze | Bramki |
| --------- | ---------------- | ---- | ---------------- | ----- | ------ |
| 1974/1975 | Lokomotive Lipsk | NRD  | DDR-Oberliga     | 16    | 1      |
| 1975/1976 | Lokomotive Lipsk | NRD  | DDR-Oberliga     | 13    | 4      |
| 1976/1977 | Lokomotive Lipsk | NRD  | DDR-Oberliga     | 24    | 5      |
| 1977/1978 | Lokomotive Lipsk | NRD  | DDR-Oberliga     | 25    | 11     |
| 1978/1979 | Lokomotive Lipsk | NRD  | DDR-Oberliga     | 25    | 17     |
| 1979/1980 | Lokomotive Lipsk | NRD  | DDR-Oberliga     | 26    | 21     |
| 1980/1981 | Lokomotive Lipsk | NRD  | DDR-Oberliga     | 17    | 10     |
| 1981/1982 | Lokomotive Lipsk | NRD  | DDR-Oberliga     | 20    | 8      |
| 1982/1983 | Lokomotive Lipsk | NRD  | DDR-Oberliga     | 19    | 7      |
| 1983/1984 | Lokomotive Lipsk | NRD  | DDR-Oberliga     | 19    | 15     |
| 1984/1985 | Lokomotive Lipsk | NRD  | DDR-Oberliga     | 16    | 5      |
| 1985/1986 | Lokomotive Lipsk | NRD  | DDR-Oberliga     | 22    | 8      |
| 1986/1987 | Lokomotive Lipsk | NRD  | DDR-Oberliga     | 23    | 4      |
| 1987/1988 | Lokomotive Lipsk | NRD  | DDR-Oberliga     | 8     | 2      |
| 1988/1989 | Lokomotive Lipsk | NRD  | DDR-Oberliga     | 6     | 1      |
| 1988/1989 | Chemie Böhlen    | NRD  | DDR-Fußball-Liga | ?     | ?      |
| 1989/1990 | Chemie Böhlen    | NRD  | DDR-Fußball-Liga | ?     | ?      |
| 1990/1991 | FC Sachsen Lipsk | NRD  | DDR-Oberliga     | 15    | 3      |

## Kariera reprezentacyjna
W reprezentacji Niemieckiej Republiki Demokratycznej Kühn zadebiutował 6 września 1978 roku w wygranym 2:1 towarzyskim meczu z Czechosłowacją, rozegranym w Lipsku. W 1980 roku zdobył srebrny medal na Igrzyskach Olimpijskich w Moskwie. W kadrze narodowej od 1978 do 1983 roku rozegrał 13 spotkań i zdobył w nich 5 bramek.